# Cambium

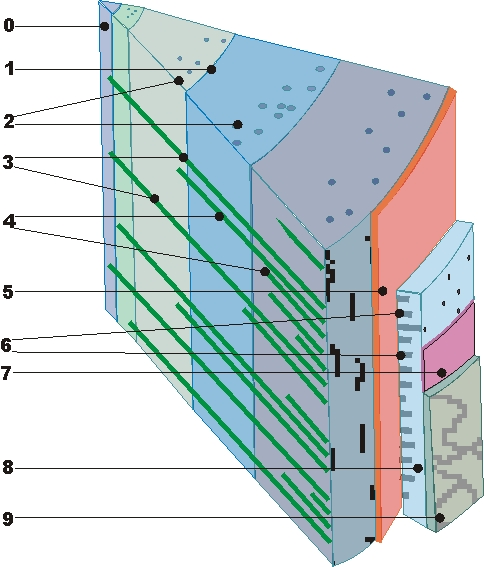
Tangentiale doorsnede van een vierjarige stam 0 = merg
1 = grens jaarring
2 = harskanalen
3 = primaire houtstralen
4 = secundaire houtstralen
5 = cambium
6 = houtstralen in de bast
7 = kurkcambium
8 = bast
9 = schors

Het cambium is een weefsellaag in planten, vooral bekend van bomen en struiken, die altijd ten minste één cambium hebben. Het is een delingsweefsel, een van de weinige plaatsen in een plant waar nieuwe cellen gemaakt worden. Het meervoud is cambia.
Een cambium kan met het blote oog gezien worden in het voorjaar, door een jonge tak af te snijden en te schillen. Het blijkt dan dat de kurk- en bastlaag vrij gemakkelijk loslaat. Er lijkt alleen een dun laagje vocht tussen te zitten, maar dat is in feite een weefsel. Dit weefsel is een cambium: het bestaat uit cellen met dunne celwanden; de cellen bevatten veel cytoplasma en geen vacuole.
Het cambium is een meristematisch weefsel dat onder andere zorgt voor de diktegroei van de wortel en stengel van tweezaadlobbige zaadplanten. Er kunnen verschillende soorten cambium onderscheiden worden, zoals:
- procambium is de in losse strengen uiteengevallen meristeemring
- fasciculair cambium is het cambium dat aanwezig is in de vaatbundels
- interfasciculair cambium. Parenchymcellen die tussen de vaatbundels zitten ontwikkelen zich tot interfasciculair cambium, zodat dit cambium met het fasciculair cambium in de vaatbundels een gesloten ring vormt.
- kurkcambium maakt lagen kurk naar buiten toe aan en dekt zo de scheuren in de epidermis af die ontstaan door de diktegroei. Naar binnen toe wordt vaak kurkschors afgezet.

## Vorming
In de top van de stengels bevindt zich het groeipunt van de lengtegroei. Helemaal aan de top bevinden zich uitsluitend deelvaardige cellen, het primaire topmeristeem; hier vindt groei plaats begeleid door celdeling (plasmagroei en celvermeerdering). Iets onder de top, dus in een iets ouder deel, liggen ook cellen die niet meer deelvaardig zijn; dit is het celstrekkingsgebied; hier groeien de cellen enorm in de lengte uit, maar ook in de breedte. In de cellen ontstaat een grote centrale vacuole. Deze diktegroei heet primaire diktegroei. Deze groei gaat niet gepaard met celdeling.
Maar er blijft een ring van deelvaardig weefsel over, de primaire meristeemring.
Weer iets lager ziet men dat de meristeemring uiteen is gevallen in losse strengen, die mooi in een cirkel liggen. Dit zijn de procambiumstrengen. Hieruit zullen zich de vaatbundels ontwikkelen.
Weer iets lager ontstaat er verschil tussen de buitenste helft en de binnenste helft van de procambiumstrengen. Van buiten naar binnen veranderen de procambiumcellen in bastweefsel (primair floeem) en van binnen naar buiten veranderen ze in houtweefsel (primair xyleem). In het midden blijft een dun laagje procambium over. Na enige tijd verandert dit in cambium, en begint de secundaire diktegroei.

Bij het begin van de secundaire diktegroei breidt het cambium zich uit tussen de vaatbundels in, zodat een gesloten cambiumring ontstaat. (Er zijn ook planten, waar de primaire meristeemring direct overgaat in cambium).
Aan de binnenkant van het cambium specialiseren de cellen zich tot houtcellen; aan de buitenkant tot bastcellen. Er wordt veel meer hout (secundair xyleem) dan bast (secundair floeem) gevormd.

## Werking
Bij kruidachtige planten wordt het niet of slechts korte tijd actief. Bij houtige planten is het zolang de plant leeft actief (rustperioden daargelaten). In het cambium liggen radiale rijtjes platte cellen, die deelvaardig zijn. Een ervan is de cambiumcel. Na enige tijd van plasmagroei deelt de cambiumcel zich in radiale richting, net als de overige deelvaardige cellen. Als de cambiumcel gedeeld is, zijn er twee mogelijkheden: of de buitenste dochtercel blijft cambiumcel, of de binnenste.
Als de binnenste dochtercel de nieuwe cambiumcel is, dan is de buitenste een floeemmoedercel. De floeemmoedercellen zijn deelvaardig, maar de buitenste verliezen hun deelvaardigheid en gaan zich specialiseren tot bastcellen, waaronder bastvaten.
Als de buitenste dochtercel de nieuwe cambiumcel is, is de binnenste een xyleemmoedercel. De xyleemmoedercellen zijn deelvaardig, maar de allerbinnenste xyleemmoedercellen verliezen hun deelvaardigheid en gaan zich specialiseren tot houtcellen, waaronder houtvaten.
Cambiumcellen en deelvaardige xyleem- en floeemmoedercellen worden tezamen kortheidshalve cambium genoemd. De xyleemmoedercellen blijven waarschijnlijk langer deelvaardig dan de floeemmoedercellen, zodat er veel meer hout dan bast wordt gevormd.

## Dilatatie
Door de diktegroei wordt de omtrek van de plant groter. Dus moet het cambium ook in de omtrek groeien. Ook de meer naar buiten gelegen delen moeten in de omtrek groeien, of scheuren.